# 1175 км (зупинний пункт)
1175 кілометр — пасажирська зупинна залізнична платформа Донецької дирекції Донецької залізниці. Розташована між селищем Бондаревське та селом Червоносільське, Амвросіївський район, Донецької області на лінії Іловайськ — Квашине між станціями Іловайськ (11 км) та Кутейникове (4 км).
Через військову агресію Росії на сході України транспортне сполучення припинене.